# Макінтош (Флорида)
Макінтош (англ. McIntosh) — місто (англ. town) в США, в окрузі Меріон штату Флорида. Населення — 463 особи (2020).

## Географія
Макінтош розташований за координатами 29°26′58″ пн. ш. 82°13′15″ зх. д. / 29.44944° пн. ш. 82.22083° зх. д. (29.449355, -82.220739).  За даними Бюро перепису населення США в 2010 році місто мало площу 1,80 км², з яких 1,80 км² — суходіл та 0,00 км² — водойми.

## Демографія
Згідно з переписом 2010 року, у місті мешкали 452 особи в 221 домогосподарстві у складі 137 родин. Густота населення становила 251 особа/км².  Було 285 помешкань (158/км²).
Расовий склад населення:
| - 94,7 % — білих - 1,8 % — чорних або афроамериканців - 0,9 % — азіатів - 0,2 % — корінних американців |

До двох чи більше рас належало 1,5 %. Частка іспаномовних становила 4,4 % від усіх жителів.
За віковим діапазоном населення розподілялося таким чином: 16,2 % — особи молодші 18 років, 55,5 % — особи у віці 18—64 років, 28,3 % — особи у віці 65 років та старші. Медіана віку мешканця становила 52,2 року. На 100 осіб жіночої статі у місті припадало 97,4 чоловіків;  на 100 жінок у віці від 18 років та старших — 91,4 чоловіків також старших 18 років.
Середній дохід на одне домашнє господарство  становив 57 185 доларів США (медіана — 46 324), а середній дохід на одну сім'ю — 73 278 доларів (медіана — 49 821). За межею бідності перебувало 5,3 % осіб, у тому числі 0,0 % дітей у віці до 18 років та 0,0 % осіб у віці 65 років та старших.
Цивільне працевлаштоване населення становило 136 осіб. Основні галузі зайнятості: освіта, охорона здоров'я та соціальна допомога — 34,6 %, науковці, спеціалісти, менеджери — 23,5 %, роздрібна торгівля — 18,4 %.